# Herb kraju nitrzańskiego

Herb kraju nitrzańskiego

Herb kraju nitrzańskiego to, obok flagi, jeden z symboli tego kraju.

## Opis herbu
W polu błękitnym na zielonej trawie leżący Połowiec w złotym ubraniu. W prawej dłoni trzyma strzałę, a w lewej złoty łuk. Nad nim, opierając prawą nogę na brzuchu Połowca stoi złotowłosy i złotobrody rycerz w srebrnej zbroi. Na szyi ma złoty łańcuch, a na głowie złotą zamkniętą koronę. Rycerz w prawej dłoni trzyma podniesiony srebrny topór o złotej rękojeści, a drugą rękę opartą ma o czerwoną tarczę ze srebrnym krzyżem lotaryńskim. Rycerz przepasany jest czerwoną ozdobną przepaską, do pasa przytroczony ma złoty miecz.

## Uzasadnienie symboliki herbu
Symbol ów pochodzi z herbu komitatu Nyitra (Nitra), a przedstawia króla węgierskiego, św. Władysława i pochodzi z około 1550 roku. Herb przedstawia scenę, gdy Władysław ratuje z opresji księżniczkę. Legenda ta uznawana jest za regionalny wariant legendy o świętym Jerzym.